# Fédération de gōjū-ryū karate-do traditionnel d'Okinawa
La Fédération de Goju-Ryu Karate-Do Traditionnel d'Okinawa, ou TOGFK (Traditional Okinawan Goju-Ryu Karate-Do Federation) est une des organisations sportives internationales en charge de transmettre le karaté Goju Ryu.

## Historique
En 1979, Sensei Morio Higaonna fonde à Poole en Angleterre la Fédération internationale d'Okinawa Goju-Ryu Karate-do (IOGKF). Il en est alors le président du Comité international et instructeur-chef.
En août 2022, après avoir exprimé son mécontentement quant à la direction que prenait l'IOGKF, Morio Higaonna demande à Tetsuji Nakamura de démissionner de son poste de Shuseki Shihan.
En septembre 2022, après des bouleversements politiques au sein de l'IOGKF, Morio Higaonna annonce qu'il crée une nouvelle organisation appelée la Fédération de gōjū-ryū karate-do traditionnel d'Okinawa (TOGKF).
Bakkies Laubscher, Kazuo Terauchi, Juichi Kokubo, Masakazu Kuramoto, Yonekazu Uehara, George Andrews, Yoshinori Yonesato, pour n'en citer que quelques-uns, ont suivi Higaonna Sensei dans sa nouvelle Fédération. Ils font partie de ses plus anciens élèves et sont largement reconnus comme faisant partie des meilleurs instructeurs de Goju-ryu au monde.

## Fonction
La TOGFK est une des associations responsables de la diffusion du Karaté-do Goju Ryu traditionnel d'Okinawa dans le monde entier en suivant les enseignements du Sensei Chojun Miyagi.
La TOGKF se concentre sur le retour aux racines des arts martiaux traditionnels pour restaurer ce qui a été perdu dans cette époque moderne.

## Organisation et Instructeurs
La TOGKF est présente dans de nombreux pays à travers le monde. Outre les instructeurs du Honbu Dojo, des senseis sont désignés comme Instructeur en chef pour les différents pays. Parmi ces senseis, on retrouve en autres :
- Morio Higaonna : 10e dan, Fondateur et Instructeur en chef principal de la TOGKF.
- Bakkies Laubscher : 9e dan, Vice-instructeur en chef de la TOGKF et Instructeur en chef pour l'Afrique du Sud, plus ancien élève d'Higaonna Sensei[3],[4].
- Kazuo Terauchi : 9e dan, Vice-instructeur en chef de la TOGKF[4].
- Masakazu Kuramoto : 8e dan, Instructeur du Honbu dojo, Naha, Okinawa.
- George Andrews : 8e dan, Instructeur en chef pour l'Angleterre[5].
- Victor Panasiuk : 8e dan, Instructeur en chef pour la Moldavie[7].
- Yoshinori Yonesato : 7e dan, secrétaire de la TOGKF, conseiller principal TOGKF Sri Lanka[6].
- Patrick Curinckx : 7e dan, Instructeur en chef pour la Belgique[8].